# Progressione del record italiano dei 110 metri ostacoli

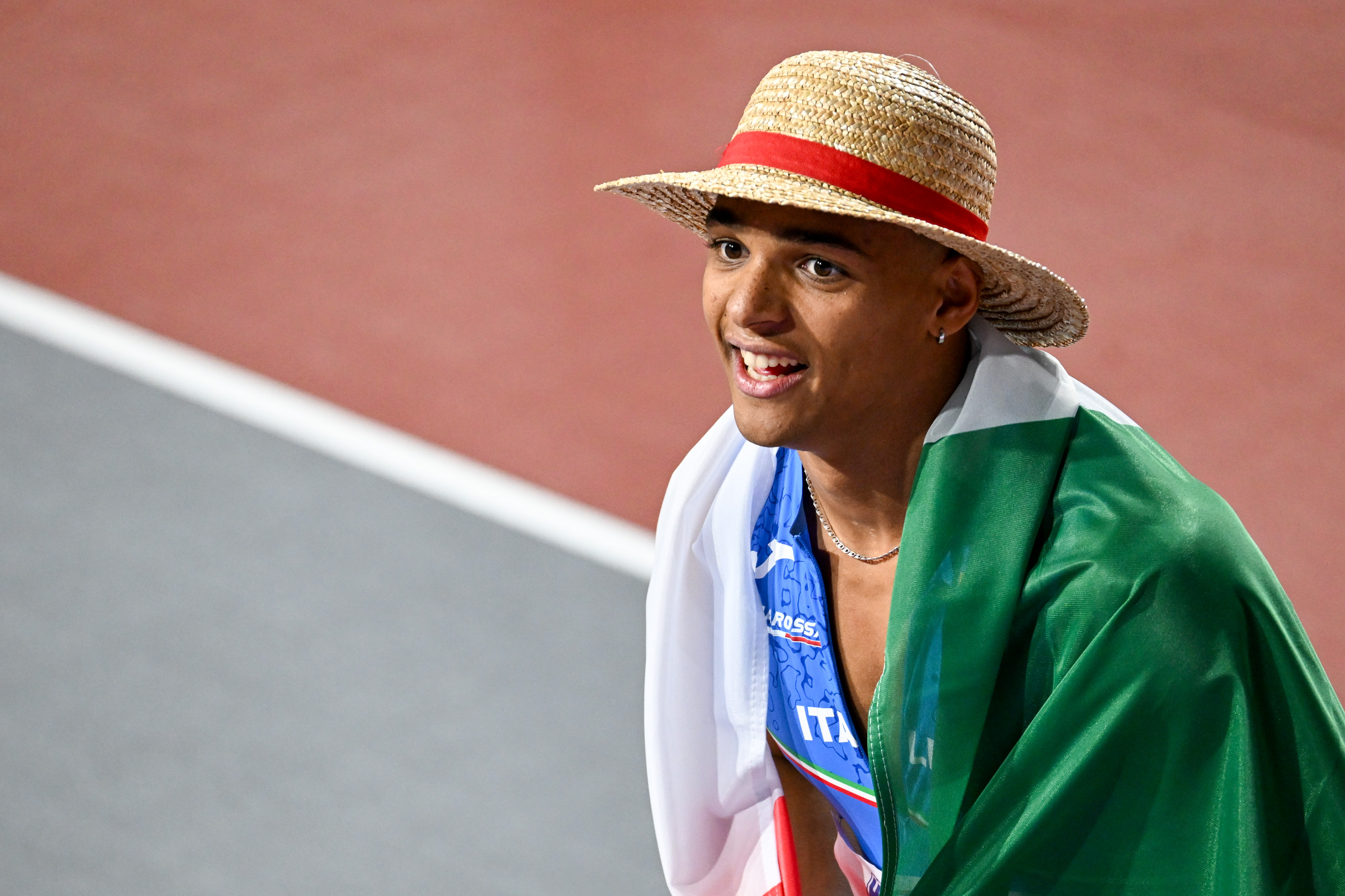
Lorenzo Simonelli, detentore del record italiano dei 110 metri ostacoli dal 2024.

La voce seguente illustra la progressione del record italiano dei 110 metri ostacoli maschili di atletica leggera.
Il primo record italiano su questa distanza venne ratificato il 31 marzo 1906. Fino al 1968 sono stati ratificati record misurati con cronometraggio manuale; dal 1968 è entrato in scena il cronometraggio elettronico.

## Progressione

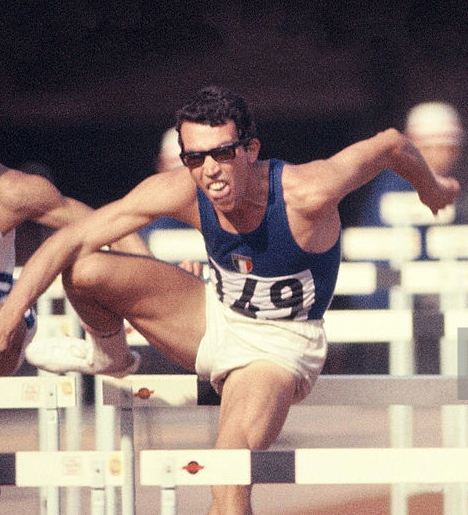
Giorgio Mazza, detentore del record italiano dal 1957 al 1960.

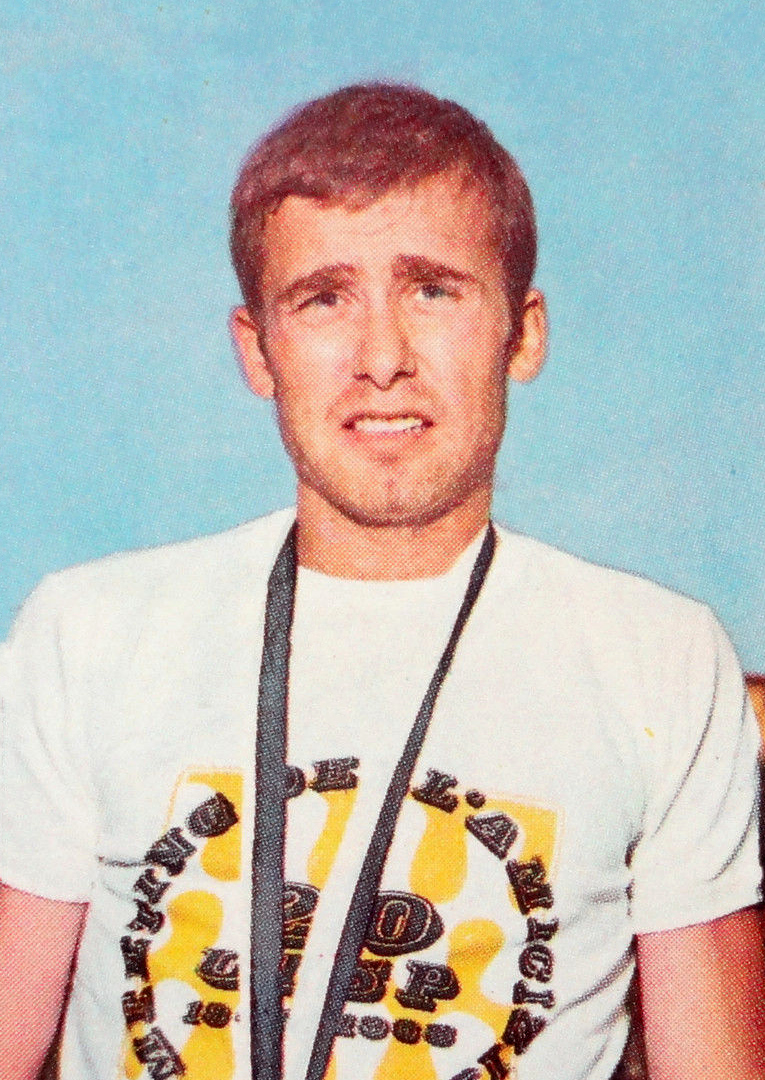
Eddy Ottoz, detentore del record italiano dal 1964 al 1994.

Laurent Ottoz, detentore del record italiano dal 1994 al 2002.

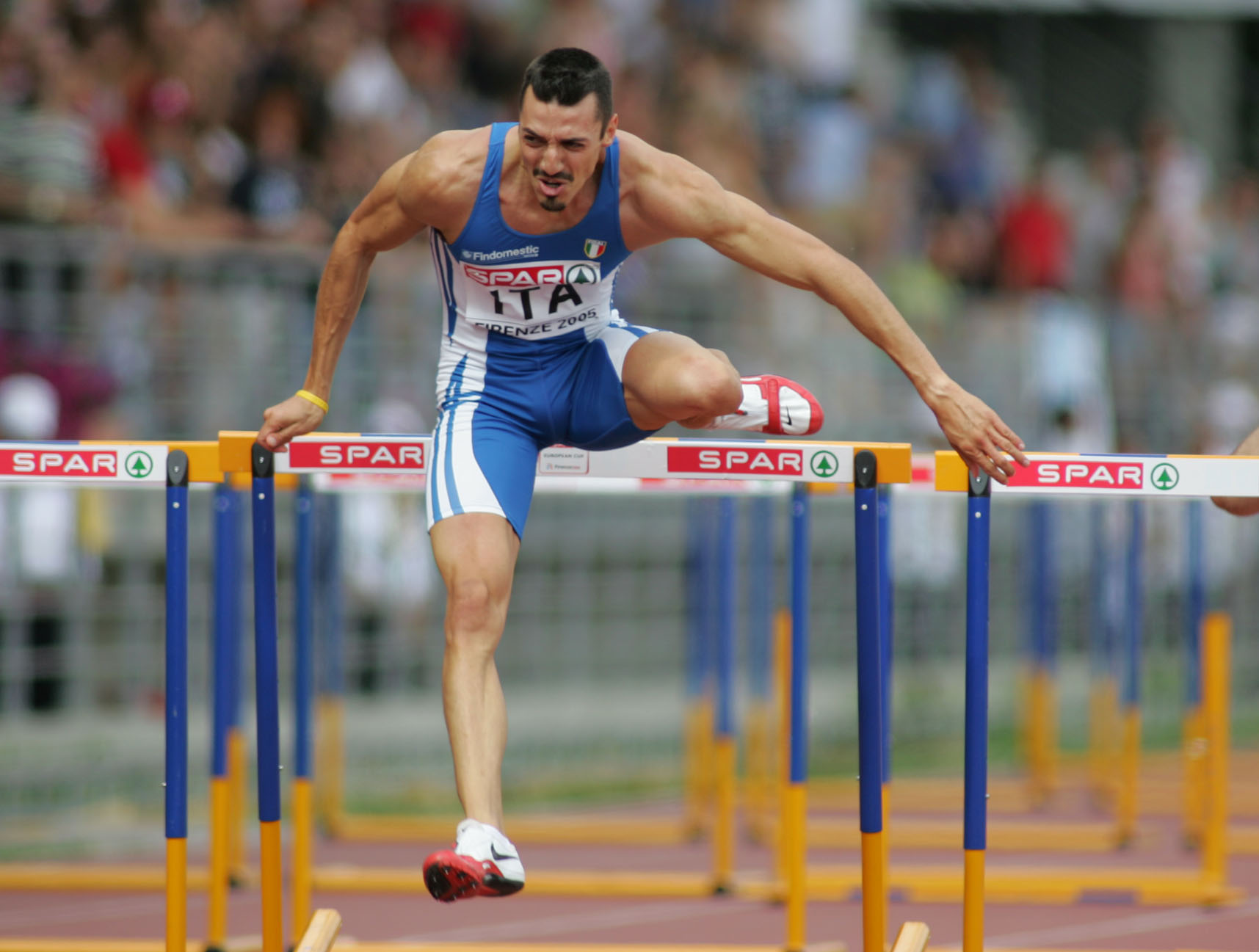
Andrea Giaconi, detentore del record italiano dal 2002 al 2012.

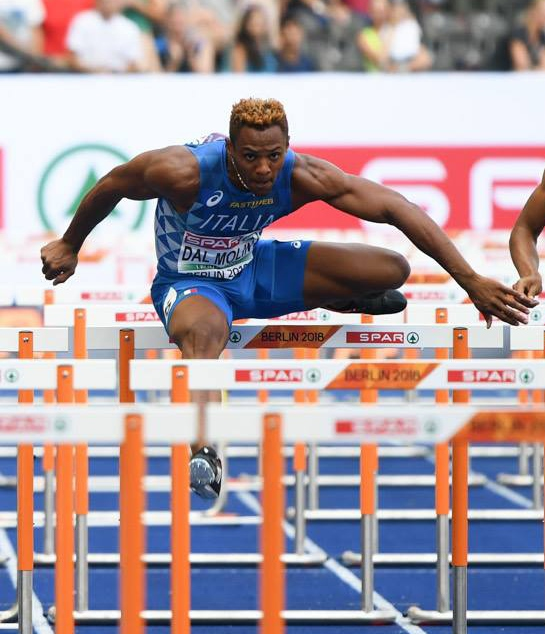
Paolo Dal Molin, detentore del record italiano dal 2021 al 2024.

| Tempo                      | Vento (m/s) | Atleta                           | Società                             | Luogo             | Data              | Note  |
| -------------------------- | ----------- | -------------------------------- | ----------------------------------- | ----------------- | ----------------- | ----- |
| 21"2/5                     | nw          | Alfredo Ratti                    | Reale Società Ginnastica di Torino  | Roma              | 31 marzo 1906     |       |
| 21"1/5                     | nw          | Cesare Lisarelli                 | Club Sportivo Brixia                | Montichiari       | settembre 1907    | d     |
| 21"1/5                     | nw          | Renato Guidetti                  | Società Ginnastica Bresciana        | Montichiari       | settembre 1907    | d     |
| 19"2/5                     | nw          | Cesare Lisarelli                 | Club Sportivo Brixia                | Brescia           | 20 ottobre 1907   |       |
| 16"3/5                     | nw          | Alfredo Pagani                   | Società Ginnastica Roma             | Roma              | 31 maggio 1908    |       |
| 16"2/5                     | nw          | Daciano Colbachini               | Club Sportivo Padovano              | Verona            | 17 maggio 1912    |       |
| 16"1/5                     | nw          | Daciano Colbachini               | Club Sportivo Padovano              | Monaco            | 26 maggio 1912    |       |
| 16"1                       | nw          | Daciano Colbachini               | Club Sportivo Padovano              | Stoccolma         | 11 luglio 1912    |       |
| 16"0                       | nw          | Daciano Colbachini               | Club Sportivo Padovano              | Stoccolma         | 11 luglio 1912    |       |
| 15"4/5                     | nw          | Daciano Colbachini               | Club Sportivo Padovano              | Milano            | 6 aprile 1913     |       |
| 15"3/5                     | nw          | Daciano Colbachini               | Club Sportivo Padovano              | Brescia           | 31 agosto 1913    |       |
| 15"3/5                     | nw          | Daciano Colbachini               | Athletic Club Padova                | Udine             | 13 giugno 1920    |       |
| 15"1/5                     | nw          | Daciano Colbachini               | Athletic Club Padova                | Milano            | 25 luglio 1920    | h     |
| 15"1/5                     | nw          | Giacomo Carlini                  | Gruppo Sportivo Nafta               | Bologna           | 14 luglio 1929    |       |
| 15"1                       | nw          | Luigi Facelli                    | Associazione Sportiva Ambrosiana    | Berlino           | 18 agosto 1929    |       |
| 15"0                       | nw          | Luigi Facelli                    | Associazione Sportiva Ambrosiana    | Atene             | 28 maggio 1930    |       |
| 15"0                       | nw          | Luigi Facelli                    | Associazione Sportiva Ambrosiana    | Milano            | 15 giugno 1930    |       |
| 15"0                       | nw          | Luigi Facelli                    | Associazione Sportiva Ambrosiana    | Milano            | 29 giugno 1930    |       |
| 15"0                       | nw          | Giacomo Carlini                  | Gruppo Sportivo Nafta               | Genova            | 26 ottobre 1930   |       |
| 15"0                       | nw          | Luigi Facelli                    | Associazione Sportiva Ambrosiana    | Colonia           | 22 luglio 1931    |       |
| 15"0                       | nw          | Luigi Facelli                    | Associazione Sportiva Ambrosiana    | Budapest          | 13 agosto 1931    |       |
| 15"0                       | nw          | Corrado Valle                    | Unione Sportiva Pisa                | Firenze           | 11 novembre 1932  | h     |
| 15"0                       | nw          | Corrado Valle                    | Unione Sportiva Pisa                | Firenze           | 20 novembre 1932  | h     |
| 15"0                       | nw          | Corrado Valle                    | Unione Sportiva Pisa                | Pisa              | 27 novembre 1932  |       |
| 15"0                       | nw          | Luigi Facelli                    | libero                              | Colombes          | 11 giugno 1933    |       |
| 15"0                       | nw          | Corrado Valle                    | Unione Sportiva Pisa                | Colombes          | 11 giugno 1933    |       |
| 14"8                       | nw          | Corrado Valle                    | Unione Sportiva Pisa                | Firenze           | 19 novembre 1933  |       |
| 14"8                       | nw          | Gianni Caldana                   | Oberdan Pro Patria Milano           | Londra            | 2 agosto 1937     | y     |
| 14"7                       | nw          | Giorgio Oberweger                | Società Sportiva Giovinezza Trieste | Firenze           | 27 agosto 1938    |       |
| 14"7                       | nw          | Gianni Caldana                   | Oberdan Pro Patria Milano           | Milano            | 22 settembre 1940 |       |
| 14"7                       | nw          | Aristide Facchini                | VI Legione ferroviaria Bologna      | Firenze           | 22 giugno 1941    |       |
| 14"6                       | nw          | Aristide Facchini                | VI Legione ferroviaria Bologna      | Bologna           | 29 giugno 1941    |       |
| 14"4                       | nw          | Aristide Facchini                | VI Legione ferroviaria Bologna      | Torino            | 20 luglio 1941    |       |
| 14"4                       | nw          | Giorgio Mazza                    | La Fenice Venezia                   | Roma              | 12 ottobre 1957   |       |
| 14"3                       | nw          | Giorgio Mazza                    | La Fenice Venezia                   | Torino            | 26 luglio 1958    |       |
| 14"3                       | nw          | Giorgio Mazza                    | La Fenice Venezia                   | Cuneo             | 31 agosto 1958    |       |
| 14"3                       | nw          | Giorgio Mazza                    | La Fenice Venezia                   | Roma              | 13 settembre 1958 |       |
| 14"2                       | nw          | Giorgio Mazza                    | Gruppo Sportivo Fiamme Oro          | Berlino           | 21 giugno 1959    |       |
| 14"2                       | nw          | Giorgio Mazza                    | Gruppo Sportivo Fiamme Oro          | Zurigo            | 21 giugno 1960    |       |
| 14"2                       | nw          | Giorgio Mazza                    | Gruppo Sportivo Fiamme Oro          | Duisburg          | 19 luglio 1959    |       |
| 14"0                       | nw          | Giorgio Mazza                    | Gruppo Sportivo Fiamme Oro          | Zurigo            | 21 giugno 1960    |       |
| 14"0                       | nw          | Nereo Svara                      | Società Ginnastica Triestina        | Siena             | 9 luglio 1960     |       |
| 14"0                       | nw          | Nereo Svara                      | Società Ginnastica Triestina        | Verona            | 14 maggio 1961    |       |
| 14"0                       | nw          | Nereo Svara                      | Società Ginnastica Triestina        | Palermo           | 7 ottobre 1961    |       |
| 14"0                       | nw          | Nereo Svara                      | Società Ginnastica Triestina        | Roma              | 15 ottobre 1961   |       |
| 13"9                       | nw          | Giovanni Cornacchia              | FIAT Torino                         | Gorizia           | 5 agosto 1962     |       |
| 13"9                       | nw          | Eddy Ottoz                       | Centro Sportivo Cogne Aosta         | Berlino           | 4 luglio 1964     |       |
| 13"9                       | nw          | Giorgio Mazza                    | Gruppo Sportivo Fiamme Oro          | Reggio Emilia     | 5 luglio 1964     |       |
| 13"8                       | nw          | Eddy Ottoz                       | Centro Sportivo Cogne Aosta         | Modena            | 30 agosto 1964    |       |
| 13"8                       | nw          | Eddy Ottoz                       | Centro Sportivo Cogne Aosta         | Tokyo             | 18 ottobre 1964   |       |
| 13"6                       | nw          | Eddy Ottoz                       | Centro Sportivo Esercito            | Budapest          | 29 agosto 1965    |       |
| 13"6                       | nw          | Eddy Ottoz                       | Centro Sportivo Esercito            | Milano            | 9 giugno 1966     |       |
| 13"6                       | nw          | Eddy Ottoz                       | Centro Sportivo Esercito            | La Coruña         | 3 luglio 1966     |       |
| 13"6                       | nw          | Eddy Ottoz                       | Centro Sportivo Esercito            | Modena            | 24 luglio 1966    |       |
| 13"6                       | nw          | Eddy Ottoz                       | Pro Patria San Pellegrino Milano    | Bergamo           | 11 settembre 1966 |       |
| 13"6                       | nw          | Eddy Ottoz                       | Pro Patria San Pellegrino Milano    | Torino            | 2 giugno 1967     |       |
| 13"6                       | nw          | Eddy Ottoz                       | Pro Patria San Pellegrino Milano    | Milano            | 1º giugno 1967    |       |
| 13"5                       |             | Eddy Ottoz                       | Pro Patria San Pellegrino Milano    | Zurigo            | 4 luglio 1967     |       |
| 13"5                       | Eddy Ottoz  | Pro Patria San Pellegrino Milano | Roma                                | 18 maggio 1968    |                   |       |
| 13"5                       | Eddy Ottoz  | Pro Patria San Pellegrino Milano | Torino                              | 2 giugno 1968     |                   |       |
| 13"5                       | Eddy Ottoz  | Pro Patria San Pellegrino Milano | Monaco di Baviera                   | 27 giugno 1968    |                   |       |
| 13"5                       | Eddy Ottoz  | Pro Patria San Pellegrino Milano | Brescia                             | 21 luglio 1968    |                   |       |
| 13"5                       | Eddy Ottoz  | Pro Patria San Pellegrino Milano | Città del Messico                   | 5 ottobre 1968    | a                 |       |
| 13"5                       | Eddy Ottoz  | Pro Patria San Pellegrino Milano | Città del Messico                   | 16 ottobre 1968   | a                 |       |
| 13"5                       | Eddy Ottoz  | Pro Patria San Pellegrino Milano | Città del Messico                   | 17 ottobre 1968   | a                 |       |
| 13"4                       |             | Eddy Ottoz                       | Pro Patria San Pellegrino Milano    | Città del Messico | 17 ottobre 1968   | a     |
| Cronometraggio elettronico |             |                                  |                                     |                   |                   |       |
| 13"46                      | 0,0         | Eddy Ottoz                       | Pro Patria San Pellegrino Milano    | Città del Messico | 17 ottobre 1968   | a     |
| 13"42                      | +1,2        | Laurent Ottoz                    | Gruppo Sportivo Fiamme Gialle       | Berlino           | 30 agosto 1994    |       |
| 13"35                      | +0,7        | Andrea Giaconi                   | Gruppo Sportivo Fiamme Gialle       | Annecy            | 23 giugno 2002    |       |
| 13"32                      | +0,7        | Emanuele Abate                   | Gruppo Sportivo Fiamme Oro          | Montgeron         | 13 maggio 2012    |       |
| 13"28                      | +0,7        | Emanuele Abate                   | Gruppo Sportivo Fiamme Oro          | Torino            | 8 giugno 2012     |       |
| 13"27                      | +1,2        | Paolo Dal Molin                  | Gruppo Sportivo Fiamme Oro          | Rovereto          | 26 giugno 2021    | [ 1 ] |
| 13"21                      | -0,4        | Lorenzo Simonelli                | Centro Sportivo Esercito            | Nancy             | 25 maggio 2024    | [ 2 ] |
| 13"20                      | +0,5        | Lorenzo Simonelli                | Centro Sportivo Esercito            | Roma              | 8 giugno 2024     |       |
| 13"05                      | +0,6        | Lorenzo Simonelli                | Centro Sportivo Esercito            | Roma              | 8 giugno 2024     |       |